# 柳家小夏
柳家 小夏（やなぎや こなつ）は、落語家・音曲師の名前。
- 柳家小夏 - 後∶三代目三遊亭圓橘
- 柳家小夏 - 本項にて記述

柳家 小夏（やなぎや こなつ）は、落語協会の音曲師。東京ガールズメンバー。本名∶船橋 千佳子。大妻女子大学短期大学部英文科卒業。
2006年、同じ一門の柳家小糸（本名：田口愛、愛媛県南宇和島郡出身、女子美術短期大学卒業）と音曲バラエティ「東京ガールズ」を結成。結い上げた前髪を額にたらし赤い格子の市松模様の柄の着物姿、小糸は紫の市松模様の着物姿で三味線を持って唄い踊り、寄席の色物として活躍した。

## 芸歴
- 2004年 - 柳家紫文に入門[1]。
- 2006年 - 柳家小糸と東京ガールズ結成[2]。
- 2007年 - 「小夏」を名乗る[1]。
- 2009年 - 東京ガールズ、落語協会会員になる[1]。
- 2024年12月 - 東京ガールズ、落語協会を退会[3]。